# 楊靜怡
楊靜怡（英語：Lisa Yang，1975年10月24日—），是一名台灣女演員。1991年，她在楊德昌所執導的《牯嶺街少年殺人事件》飾演小明一角而聲名大噪，並獲得第28屆金馬獎最佳女主角提名。然而在演出完這部電影之後，楊靜怡便鮮少出現在螢幕當中。

## 私人生活
楊靜怡在演出完《牯嶺街少年殺人事件》之後，便退出影壇，留學美國並在美國完婚，並育有三個兒子，如今正在從事會計行業。2007年，她出席楊德昌於洛杉磯的葬禮，這是她最後一次出現在公眾視野中。

## 資料來源
1. ↑  . 臺北金馬影展.   [2018-10-03]. （原始内容存档于2018-10-08）.
2. ↑  . Mtime时光网.   [2019-04-27]. （原始内容存档于2020-07-22）.

## 外部連結
- 楊靜怡在互联网电影资料库（IMDb）上的資料（英文）